# Dasarahalli, Chikmagalur
Dasarahalli là một làng thuộc tehsil Chikmagalur, huyện Chikmagalur, bang Karnataka, Ấn Độ.